# Кирю
Кирю е град в префектура Гунма, Япония. Населението му е 109 850 жители (по приблизителна оценка от октомври 2018 г.), а площта e 274,57 кв. км. Намира се в часова зона UTC+9. Получава статут на град през 1921 г.

## Побратимени градове
- Кълъмбъс (Джорджия, САЩ)
- Биела (Италия)